# Rhynchina herbuloti
Rhynchina herbuloti là một loài bướm đêm trong họ Erebidae.